# Saint-Saud-Lacoussière
Saint-Saud-Lacoussière – miejscowość i gmina we Francji, w regionie Nowa Akwitania, w departamencie Dordogne.
Według danych na rok 1990 gminę zamieszkiwało 951 osób, a gęstość zaludnienia wynosiła 16 osób/km² (wśród 2290 gmin Akwitanii Saint-Saud-Lacoussière plasuje się na 448. miejscu pod względem liczby ludności, natomiast pod względem powierzchni na miejscu 95.).